# Estação Rodoviária de Porto Alegre
A Estação Rodoviária de Porto Alegre é uma estação de ônibus dirigida pela empresa Veppo & Cia Ltda. Foi inaugurada em 28 de junho de 1970, num projeto do DAER. Recebe empresas de ônibus que fazem viagens intermunicipais, interestaduais e internacionais. 

## História
Quando ainda não existia a Estação Rodoviária de Porto Alegre (até o final da década de 1930), uma pessoa que desejava viajar, deveria avisar o transportador previamente, que a recolhia em sua residência ou em qualquer outro lugar onde em que ela se encontrasse. Este método representava a perda de várias horas para cada viagem realizada.
A primeira estação rodoviária de Porto Alegre foi instalada na antiga Praça do Coliseu, e depois se mudou para a Praça dos Bombeiros (atuais Praça Oswaldo Cruz e Praça Rui Barbosa). Depois de mais três mudanças de endereço, ela foi inaugurada no local onde até hoje se encontra. Na época, o prédio da rodoviária foi considerado o maior e mais moderno da América do Sul, tanto em estilo arquitetônico quanto no aspecto funcional.
Bem próximo a rodoviária se localizava a antiga Estação Ferroviária Castelinho (ou Porto Alegre Velha), inaugurada em 1874 e demolida no ano em que a rodoviária foi inaugurada.

## Características
Atualmente, a empresa vem implantando novas alternativas para a venda de passagens, como a compra de bilhetes por telefone e internet. A rodoviária é servida por mais de 21 empresas no total, sendo 16 delas interestaduais e internacionais.
Anexo à rodoviária há uma estação do metrô do Trensurb, que liga a rodoviária aos municípios de Canoas, Esteio, Sapucaia do Sul, São Leopoldo e Novo Hamburgo. Até Novo Hamburgo leva cerca de 40 minutos de deslocamento.

### Estrutura do terminal
- 72 plataformas de embarque e desembarque 
  - Intermunicipais: 43 para embarques e 18 para desembarques
  - Interestadual/internacional: 11 para embarque e desembarque
- Restaurantes
- Lanchonetes
- Guarda-volumes
- Monitoramento por câmeras
- Rampa de acesso para PNE
- Salas de espera
- Posto policial
- Caixas eletrônicos
- Banheiros
- Farmácia
- Estacionamento gratuito
- Área de embarque e desembarque coberta
- Posto telefônico
- Serviço de informação

## Imagens adicionais

Fotografia da Rodoviária de Porto Alegre em setembro de 1970. Fotografia sob guarda do Arquivo Nacional.
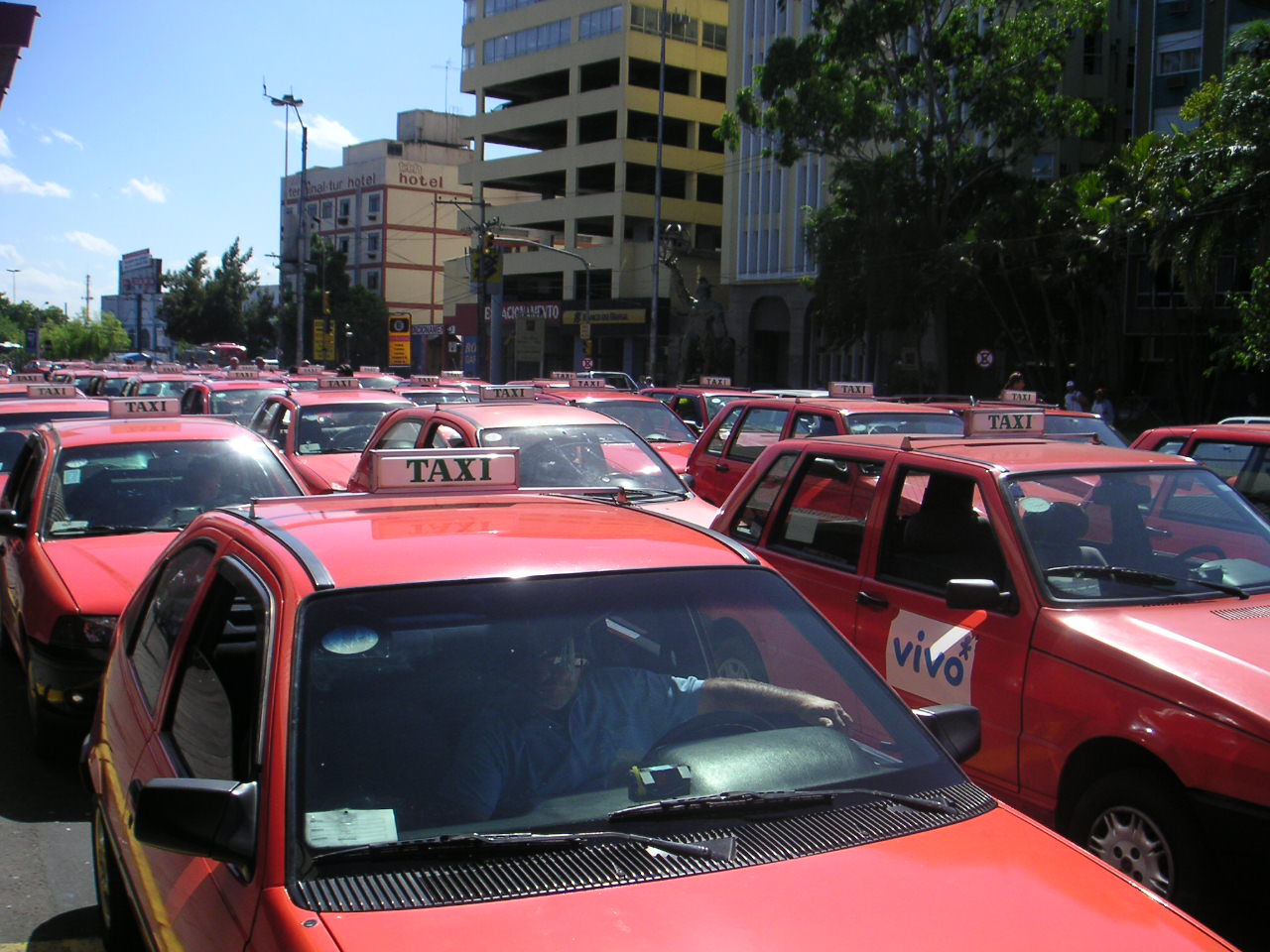
Táxis na entrada da rodoviária.
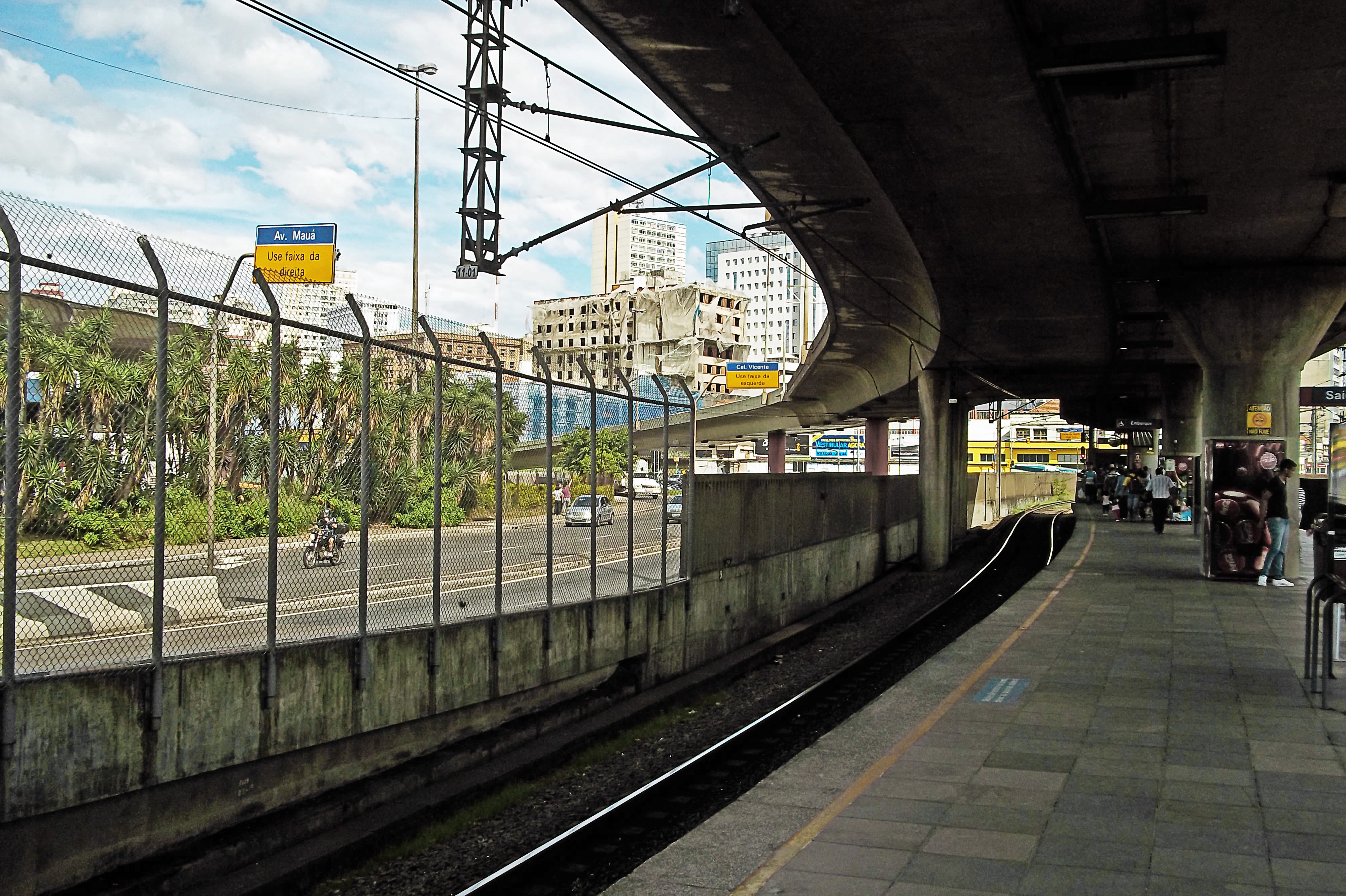
Estação da Rodoviária do Trensurb, que fica anexo ao terminal.